# Gudrun (Edda)

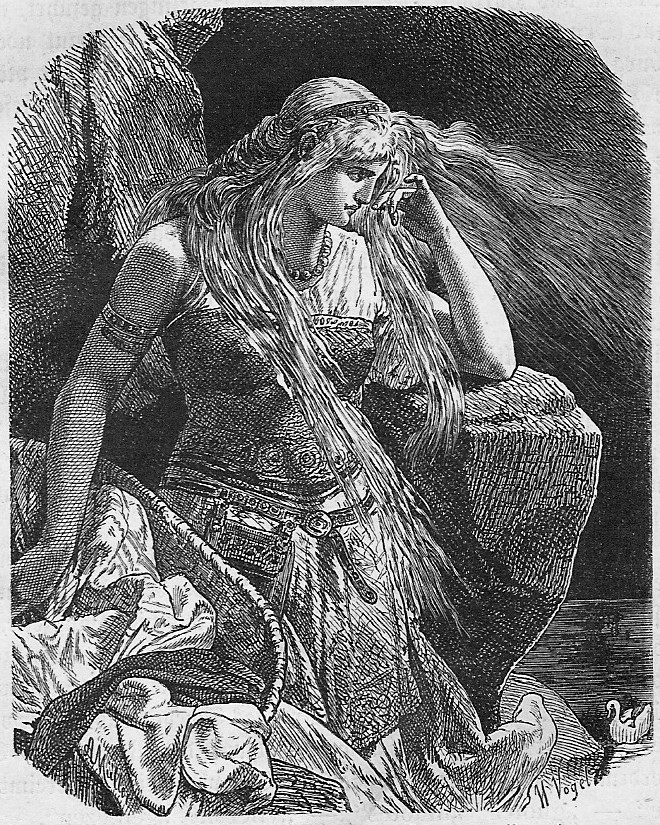
Gudrun aan de zee, boekillustratie, 1880

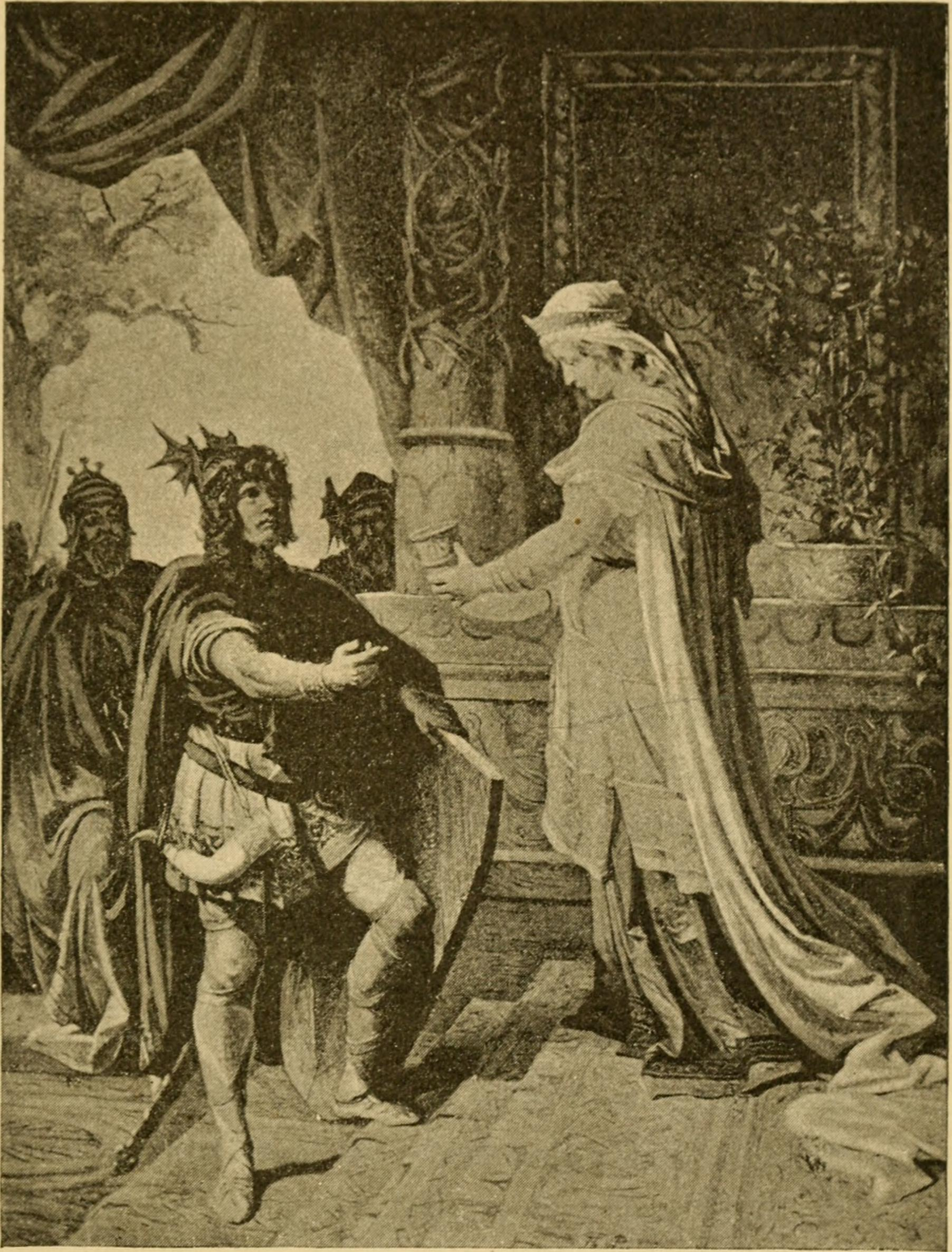
Old Norse stories, 1900, Grimhild geeft Sigurd de vergetelheidsdrank

Gudrun is in de Noordse mythologie van de Edda en Völsunga-saga de echtgenote van Sigurd, Atli en Jonak. In het Nibelungenlied is zij Kriemhild, in Wagners Der Ring des Nibelungen wordt ze Gutrune genoemd.
Gudrun is de dochter van Gjuki en Grimhild en de zuster van de drie broers Gunnar, Högni en Guttorm. De laatste is de zoon van Grimhild bij een vorige echtgenoot. Samen zijn ze de Gjukingen, ook Nevelingen genaamd.

## Sigurd
Als Sigurd na het doden van de draak Fafnir, het bezoek aan de walkure Sigdrifa (Brünnhilde) en aan koning Heimir (gehuwd met Brünnhildes zuster Bekkhild en Brünnhildes pleegvader) aan het hof van Gjuki verschijnt, geeft Grimhild hem een vergetelheidsdrank, waardoor hij de trouw, die hij aan Brünnhilde heeft gezworen, vergeet. Nu trouwt hij Gudrun en Gunnar en Högni worden zijn bloedbroeders. Sigurd helpt Gunnar om met Brünnhilde te trouwen, maar zij had op haar beurt gezworen alleen met Sigurd te huwen. Sigurd wisselt met Gunnar van gedaante en kan als enige door Brünnhildes vlammenwal rijden. Hij slaapt met haar met zijn zwaard Gram ontbloot tussen hen in. Sigurd neemt Brünnhilde de ring van af, die door de dwerg Andvari was vervloekt, toen hij ook zijn laatste ring aan Loki moest afstaan om de huid van Otter van binnen en van buiten met goud te overdekken. Sigurds had haar die ring bij hun eerste ontmoeting gegeven en hij geeft die ring nu aan zijn vrouw Gudrun. Als Brünnhilde later die ring bij Gudrun ziet is dát het bewijs, dat ze door Sigurd is verraden. Ze zweert wraak en zet haar man Gunnar aan Sigurd en zijn zoon Sigmund (vernoemd naar Sigurds vader Sigmund) te vermoorden. Guttorm, die geen broedereed gezworen heeft, steekt Sigurd neer, op jacht dan wel in diens echtelijke bed. Sigurd weet evenwel zijn moordenaar ook te doden.

## Atli
Brünnhilde pleegt zelfmoord, Gudrun is in tranen om de dood van haar man. Ze reist naar koning Hakon van Denemarken en verblijft drieëneenhalf jaar bij diens dochter Thora. Dan geeft haar moeder Grimhild ook haar een vergetelheidsdrank, waardoor ze er in toestemt met de Budling Atli, Brünnhildes broer, te trouwen. Ze krijgen twee zoontjes, Eitil en Erp. Atli nodigt zijn zwagers Gunnar en Högni uit, maar het is een val. Atli is hen kwaad gezind om het verraad dat zijn zuster Brünnhilde is gepleegd, de oorzaak van haar dood. Er volgt een gevecht, waarbij Gudrun aan de zijde van haar broers gaat staan. Ze weet zelfs een broer van Atli te doden. Högni wordt het hart uitgesneden en Gunnar sterft in de slangenkuil. Toch hoopt Atli het nog met haar goed te kunnen maken. 's Avonds eet hij met zijn mannen 'bierhapjes', die echter het vlees van zijn zoontjes blijken te zijn. 's Nachts wordt Atli gedood door Gudrun en Knuistje, een zoon van Högni. Gudrun zorgt er voor dat Atli met zorg wordt begraven. Dan probeert ze, met stenen verzwaard, zich te verdrinken. Maar de rivier neemt haar mee naar het rijk van koning Jonak.

## Jonak
Met Jonak heeft Gudrun drie kinderen, van wie Hamdir en Sörli van haarzelf zijn. Erp is van Jonaks eerdere echtgenote. Svanhild, een dochter die Gudrun had bij Sigurd, wordt aan de Gotenkoning Jörmunrek de Grote uitgehuwelijkt. Een van zijn mannen verklaart hem dat zijn zoon Randver het met Svanhild heeft aangelegd. Jörmunrek laat Svanhild door paarden vertrappelen en zijn zoon Randver ophangen. Gudrun spoort haar zonen Hamdir en Sörli aan wraak te nemen voor de dood van hun (half)zuster en ze doden Jörmunrek. Zelf worden ze gestenigd.
Ildiko geldt als Attila (Atli)'s laatste vrouw, die hem mogelijk heeft vermoord én als een verwant van Ermanaric (Jörmunrek de Grote), wat haar mogelijk met de legendarische Gudrun in verband brengt.